# Barneys New York
Barneys New York — американская сеть магазинов по продаже модной одежды. В торговую сеть компании входят 35 магазинов на территории Соединённых Штатов Америки.

## История
Компания была основана в 1923 году.

## Поглощение
В конце 2004 года Jones Apparel Group объявила, что совершила выкуп нью-йоркского универмага Barneys New York. Покупка обошлась компании в 397,3 млн. долларов.
В 2007 году компания была приобретена Istithmar World за 942 млн долларов США.